# (10054) Solomin
(10054) Solomin (1987 SQ17) – planetoida z pasa głównego asteroid okrążająca Słońce w ciągu 3,39 lat w średniej odległości 2,26 j.a. Odkryta 17 września 1987 roku.